# 格林福德站
格林福德站（英語：Greenford station）是一個位於大倫敦格林福德的倫敦地鐵和英國全國鐵路車站，由倫敦地鐵擁有和管理。此站是全國鐵路格林福德支线的總站。在中央線上，介於佩里韋爾及諾霍特之間，而全國鐵路上支線南面下一站是南格林福德。此站位於倫敦第4收費區。

## 歷史
原初格林福德站由大西方鐵路1904年10月1日在新北主線啟用。
現時車站與原有車站鄰近，布萊恩·路易斯設計，在興建中央線延伸時一併興建，是倫敦乘客交通局的1935－1940年新工程計劃的一部分。此站費德里克·法蘭西·查爾斯·庫爾蒂斯完成，並在1947年6月30日啟用。車站因第二次世界大戰影響延誤。原有鐵路服務漸漸減少，並在1963年關閉。負責車站營運的公司在1967年11月13日由英國鐵路轉移到倫敦交通局。
新北主線的車站舊址仍可在中央線列車的窗口看見。

## 現時車站
格林福德站是中央線一個島式月台的地面車站。地鐵月台之間設有一個面向東南的港灣式月台服務格林福德支線列車，該列車由大西部鐵路營運。支線繼續向南並在西伊靈與大西部主線匯合。
1號月台是倫敦地鐵遠離倫敦的列車，通常前往西萊斯里普，而3號月台則前往中央倫敦。
格林福德是第一個設有上行前往月台的扶手電梯的倫敦地鐵車站。直至2014年為止也是倫敦地鐵最後一個仍然繼續使用的木造扶手電梯，其他扶手電梯多數轉為金屬製或直接拆除，以免1987年國王十字站大火再次發生。
格林福德和西伊靈之間的路線仍有不頻密的貨運列車由帕丁頓新車場和皇家公園的列車，間中還有乘客列車使用。
2009年因為財政困難，倫敦交通局決定停止在格林福德和其餘五個車站提供無障礙通道。這些車站相對較少人使用，部分距離已有的無障礙車站只是一兩個車站之隔。格林福德的390萬英鎊改善工程計劃也隨之中止。此站的無障礙計劃包括一部玻璃斜行升降機，後來重啟，升降機在2015年10月20日啟用。

## 服務

### 倫敦地鐵
此站離峰時段列車頻率如下：
- 每小時9班西行前往西萊斯里普
- 每小時3班西行前往諾霍特
- 每小時9班東行前往埃平
- 每小時3班東行前往勞頓

### 全國鐵路
格林福德支線列車（全國鐵路）週一至週六每半小時開行一班列車前往帕丁頓。週日沒有列車行駛。2017年1月起，這些列車改成來往格林福德與西伊灵的服務。

## 接駁交通
倫敦巴士92、105、395、E6路服務此站。

## 外部連結
- 列车时刻表及车站信息：格林福德站，来自英国铁路官方网站